# 선산휴게소

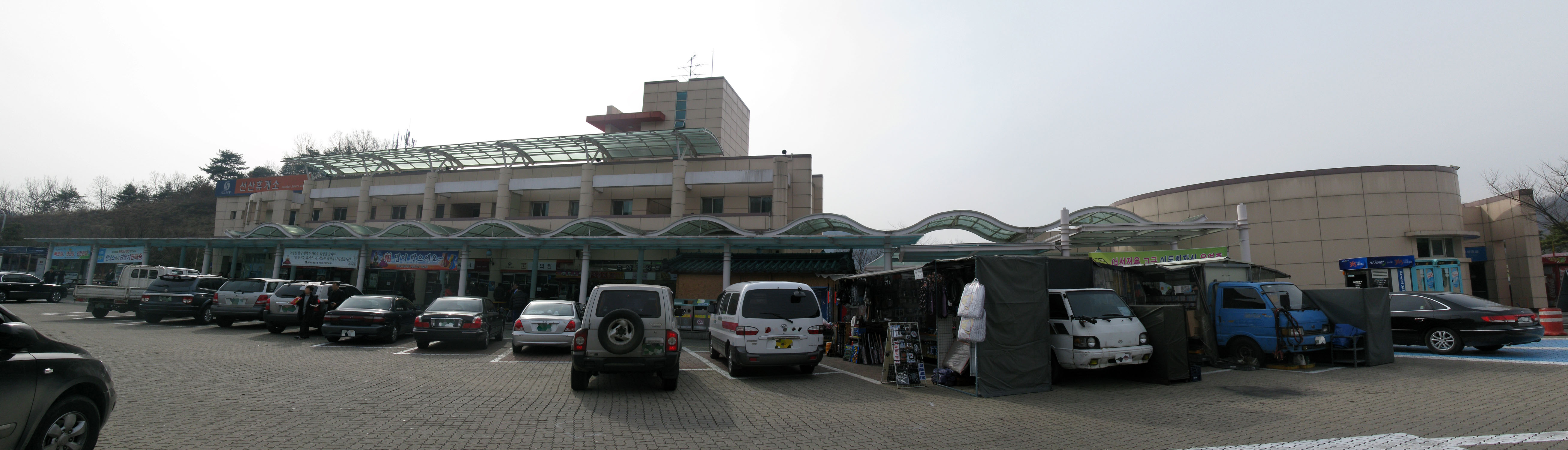
선산휴게소 창원방향

선산휴게소(善山休憩所, Seonsan Service area)는 경상북도 구미시 옥성면 대원리와 덕촌리에 위치한 중부내륙고속도로의 휴게소이자 고속버스 환승 터미널이다. 내서 분기점으로부터 128 km 떨어진 곳에 있으며 2011년 10월 31일부터 고속버스 영남권 노선의 환승휴게소로 지정되었다. 
2017년 6월 28일 영천상주고속도로가 개통되면서부터 서울경부 ↔ 경주/영천/울산/포항 노선은 이 휴게소를 더 이상 경유하지 않는다. 2019년 4월 10일부터 서울경부/동서울/성남/인천/용인/청주 ↔ 부산 노선이 영천상주고속도로로 운행경로 인가가 완전히 변경되면서 이 휴게소 대신 낙동강휴게소의 환승이 시행됐다. 따라서 부산권에서 선산휴게소 환승을 이용하려면 김해나 서부산으로 가야 한다. 2019년 12월 2일에 동두천, 의정부 - 구미 시외버스 노선을 폐선하고 의정부 - 동대구 노선의 일부 시간대에 구리, 구미 경유편을 추가함에 따라, 의정부 - 선산 노선이 감회됐다.

## 시설물
- 종합안내소
- 주유소 (양방향 알뜰주유소)
- LPG 충전소 (양방향, SK에너지)
- 수유실
- 편의점
- 한식, 중식, 스낵, 커피전문점

## 양평방향 환승정류장
양평방향 환승정류장은 휴게소 건물 왼쪽에 매표소 및 승차장이 있다. 고속버스 전산망상의 터미널 번호는 813이다.
| 운행 노선             | 운행업체                                                                         | 운행구간   | 운행구간 | 운행구간 | 경유지      | 배차 간격 (분) | 시간표                                      |
| --------------------- | -------------------------------------------------------------------------------- | ---------- | -------- | -------- | ----------- | -------------- | ------------------------------------------- |
| 선산휴게소 ↔ 서울경부 | 경기고속 금호고속 동양고속 삼화고속 중앙고속 천일고속 한일고속 고려여객 천일여객 | 선산휴게소 | ↔        | 서울경부 | 무정차      | 5~10           | 첫차:08:00(선산 기준) 막차:22:00(선산 기준) |
| 선산휴게소 ↔ 동서울   | 금호고속 동양고속 삼화고속 중앙고속 천일고속 한일고속                            | 선산휴게소 | ↔        | 동서울   | 무정차      | 5~30           | 첫차:08:00(선산 기준) 막차:21:20(선산 기준) |
| 선산휴게소 ↔ 성남     | 금호고속 금호속리산고속 동양고속 중앙고속                                        | 선산휴게소 | ↔        | 성남     | 무정차      | 10~30          | 첫차:08:00(선산 기준) 막차:21:55(선산 기준) |
| 선산휴게소 ↔ 수원     | 금호고속 동양고속                                                                | 선산휴게소 | ↔        | 수원     | 무정차      | 4회            | 09:45, 13:10, 17:25, 21:05                  |
| 선산휴게소 ↔ 용인     | 경남여객 대원고속 동양고속 중앙고속 천일고속 한일고속                            | 선산휴게소 | ↔        | 용인     | 신갈        | 30~90          | 첫차:09:00(선산 기준) 막차:21:00(선산 기준) |
| 선산휴게소 ↔ 의정부   | 금호고속                                                                         | 선산휴게소 | ↔        | 의정부   | 무정차      | 2~3회          | 08:20, 14:35, 20:00                         |
| 선산휴게소 ↔ 인천     | 동양고속 삼화고속 천일고속                                                       | 선산휴게소 | ↔        | 인천     | 무정차      | 10~60          | 첫차:08:25(선산 기준) 막차:21:20(선산 기준) |
| 선산휴게소 ↔ 원주     | 중앙고속                                                                         | 선산휴게소 | ↔        | 원주     | 문막        | 2회            | 12:20, 20:20                                |
| 선산휴게소 ↔ 청주     | 금호속리산고속 삼화고속 한일고속                                                 | 선산휴게소 | ↔        | 청주     | 청주 나들목 | 20~60          | 첫차:08:00(선산 기준) 막차:21:30(선산 기준) |

## 창원방향 환승정류장
창원방향 환승정류장은 휴게소 건물 왼쪽에 매표소 및 승차장이 있다. 고속버스 전산망상의 터미널 번호는 812이다.
| 운행 노선             | 운행업체                                                                               | 운행구간   | 운행구간 | 운행구간 | 경유지       | 배차 간격 (분) | 시간표                                      |
| --------------------- | -------------------------------------------------------------------------------------- | ---------- | -------- | -------- | ------------ | -------------- | ------------------------------------------- |
| 선산휴게소 ↔ 김해     | 고려여객 천일여객 천일고속 한일고속 동양고속 삼화고속                                  | 선산휴게소 | ↔        | 김해     | 장유         | 50~60          | 첫차:09:00(선산 기준) 막차:21:45(선산 기준) |
| 선산휴게소 ↔ 대구     | 금호고속 금호속리산고속 동양고속 삼화고속 중앙고속 천일고속 한일고속                   | 선산휴게소 | ↔        | 동대구   | 서대구       | 5~25           | 첫차:08:00(선산 기준) 막차:21:45(선산 기준) |
| 선산휴게소 ↔ 마산     | 동양고속 중앙고속                                                                      | 선산휴게소 | ↔        | 마산     | 내서         | 10~35          | 첫차:08:35(선산 기준) 막차:21:50(마산 기준) |
| 선산휴게소 ↔ 밀양     | 경기고속 천일고속 한일고속                                                             | 선산휴게소 | ↔        | 밀양     | 무정차       | 4회            | 10:35, 13:55, 17:35, 20:55                  |
| 선산휴게소 ↔ 부산     | 경남여객 금호고속 금호속리산고속 동양고속 대원고속 삼화고속 중앙고속 천일고속 한일고속 | 선산휴게소 | ↔        | 부산     | 무정차       | 5~20           | 첫차:08:30(선산 기준) 막차:22:00(선산 기준) |
| 선산휴게소 ↔ 부산서부 | 경남여객 금호고속 금호속리산고속 동양고속 대원고속 삼화고속 중앙고속 천일고속 한일고속 | 선산휴게소 | ↔        | 부산서부 | 무정차       | 20~60          | 첫차:09:10(선산 기준) 막차:21:40(선산 기준) |
| 선산휴게소 ↔ 진주     | 중앙고속                                                                               | 선산휴게소 | ↔        | 진주     | 진주혁신도시 | 2회            | 12:15, 20:15                                |
| 선산휴게소 ↔ 진해     | 동양고속                                                                               | 선산휴게소 | ↔        | 진해     | 마산         | 4회            |                                             |
| 선산휴게소 ↔ 창원     | 동양고속 중앙고속                                                                      | 선산휴게소 | ↔        | 창원     | 창원역       | 10~30          | 첫차:08:35(선산 기준) 막차:21:50(선산 기준) |
| 선산휴게소 ↔ 창원     | 동양고속 중앙고속                                                                      | 선산휴게소 | ↔        | 창원     | 마산         | 9회            | 첫차:08:35(선산 기준) 막차:21:50(선산 기준) |
| 선산휴게소 ↔ 창원     | 동양고속 중앙고속                                                                      | 선산휴게소 | ↔        | 창원     | 내서, 마산   | 5회            | 첫차:08:35(선산 기준) 막차:21:50(선산 기준) |